# 24-й піхотний полк (Австро-Угорщина)

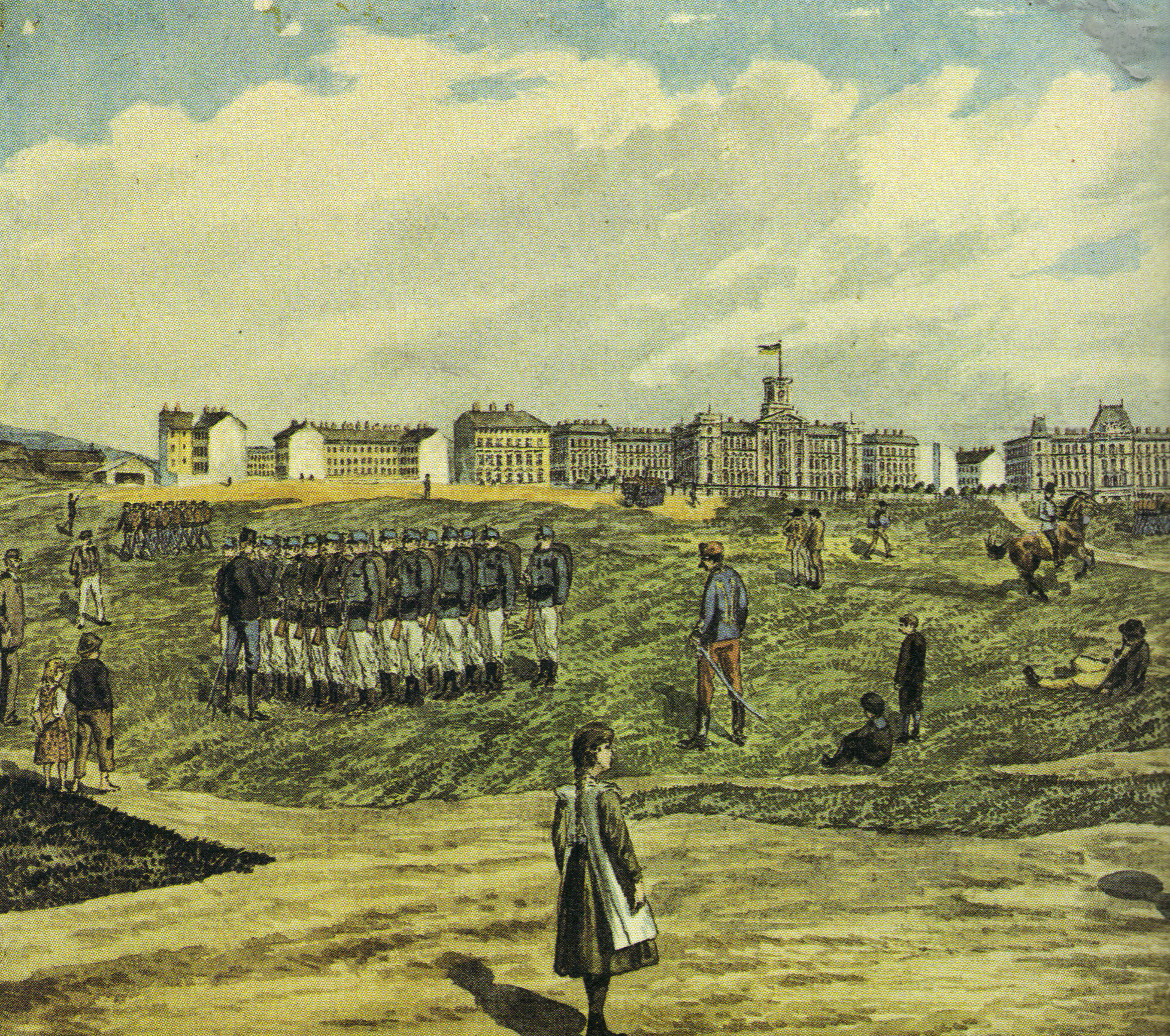
Казарми Радецького, Відень.

24-й Галицько-буковинський піхотний полк «Барон Куммер» (нім. Galizisch-bukowina’sches Infanterieregiment Nr. 24) — піхотний полк Спільної армії Збройних сил Австро-Угорщини.

## Історія
Полк було створено в 1629 році.
Штаби: Мішкольц (1873), Будапешт (1873), Бієліна (1878), Вишеград (1879), Львів (1880, 1892, 1914), Коломия (1883), Відень (1884, 1908—1913), Тульн-ан-дер-Донау (1887), Перемишль (1888—1892), Станиславів (1903—1907). Округ поповнення: Коломия.
У Відні полк дислокувався в казармах Радецького (вул. нім. Gablenzgasse 62).
Полкова мова — українська.
Полкове свято відзначалося 27 червня, в річницю битви при Трутнові (1866).
Військовослужбовці полку брали участь в Листопадовому чині 1918 року. На базі полку було створено Запасний стрілецький полк ім. гетьмана Петра Дорошенка УНР. 24-й запасний стрілецький полк славився високою організацією, під командуванням освіченого австрійського офіцера, чеха за походженням, Франца Тінкля (згодом командира 2-ї Коломийської бригади).

## Бойовий шлях
Полк брав участь у боях з росіянами в 1914 р. у Сілезії та Галичині, в 1915 р. під Томашівом-Мазовецьким і Заверцях.
У 1918 р. за умовами Берестейської угоди з урядом УНР полк знаходився в складі австро-угорського угрупування на півдні та сході України.

## Склад
- 1-й батальйон (1903—1914: Коломия);
- 2-й батальйон (1903—1907: Станиславів; 1908—1914: Відень);
- 3-й батальйон (1903—1904: Коломия; 1905—1907: Заліщики; 1908—1914: Відень);
- 4-й батальйон (1903—1907: Станиславів; 1908—1913: Відень).

Національний склад (1914):
- 79 % — українці;
- 20 % — словаки;
- 1 % — інші національності.[2]

## Почесні шефи
- 1662—1664: Лукас Шпікх цу Уйбергау унд Лангенау;
- 1665—1675: Якуб фон Леслі;
- 1675: князь Генріх Франц фон Мансфельд;
- 1702: Крістоф Генріх фон Гехлен;
- 1703—1741: Максиміліан Адам фон Стархемберг;
- 1741—1771: Емануель Міхаель фон Стархемберг;
- 1771—1797: Йоганн Франц Йозеф фон Прейс;
- 1801: Карл Йозеф Франц фон Ауершперг;
- 1808—1836: Готфрід фон Штраух;
- 1836—1883: герцог Парми і П'янченци Карл II;
- 1885—1910: барон Вільгельм фон Рейнландер;
- 1910—1918: генерал кавалерії Генріх Куммер фон Фалькенфельд.

Другі почесні шефи:
- 1836—1857: Йозеф Карл фон Одельга;
- 1857—1872: Матіас Карл Траттнер фон Петроча.

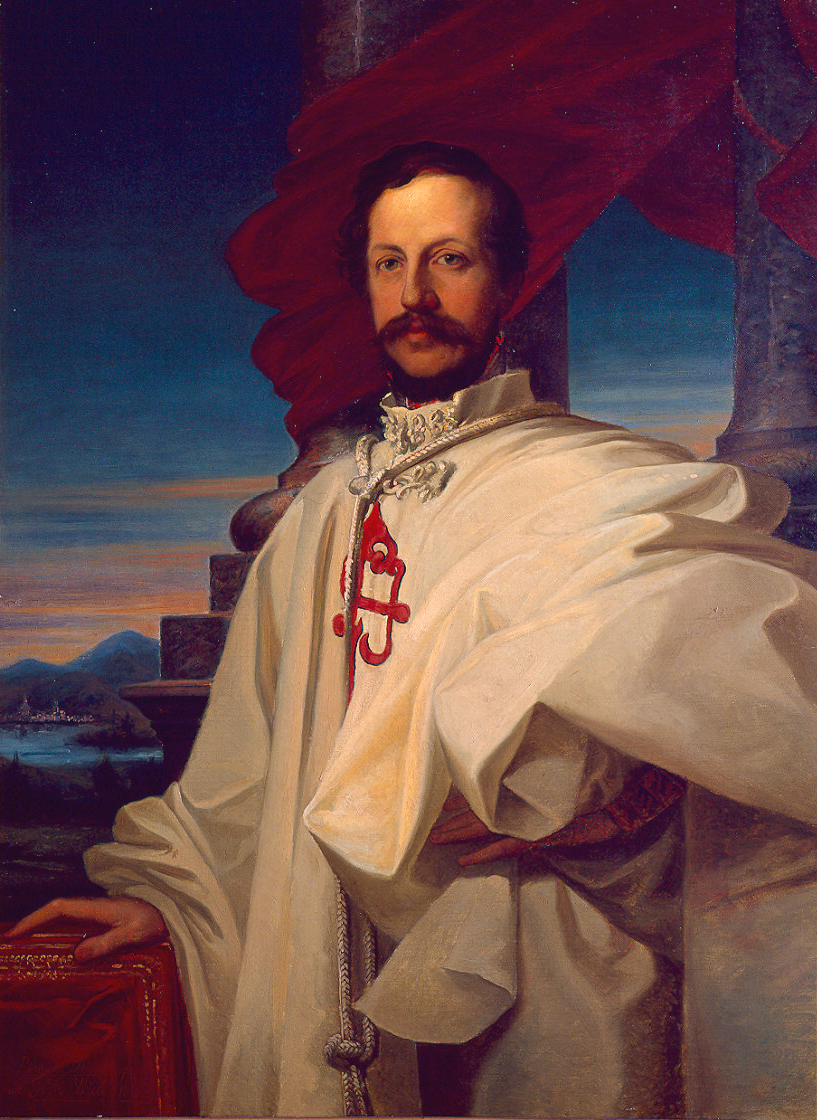
Герцог Парми і П'янченци Карл II
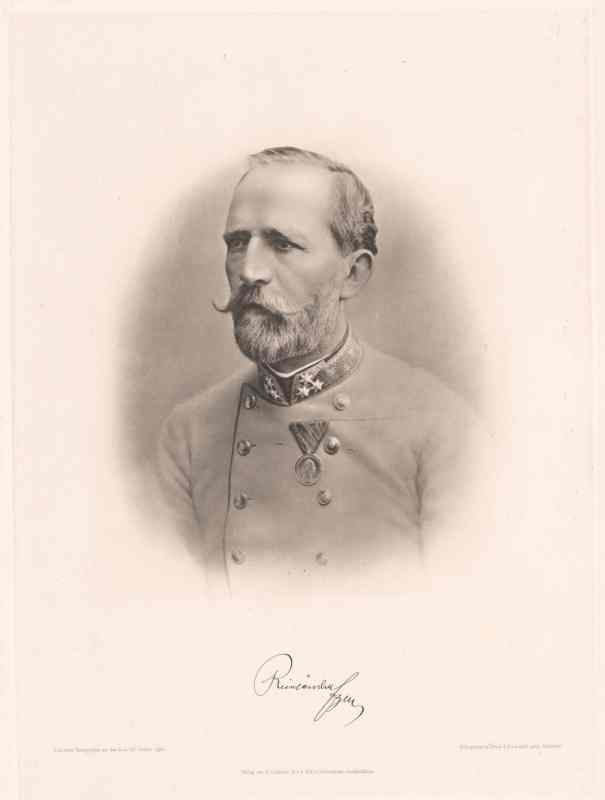
Вільгельм фон Рейнландер
Генерал кавалерії Генріх Куммер фон Фалькенфельд

## Командування
- 1873—1876: полковник Йозеф Скудієр;
- 1876—1879: полковник Савва Давідович;
- 1879—1882: полковник Адольф Фідлер фон Ісарборн;
- 1882—1884: полковник Йозеф Боцціано;
- 1884—1889: полковник Едвард фон Мецгер;
- 1889—1894: полковник Пауль фон Тосс;
- 1894– ?: полковник Йоганн Сторм;
- 1903—1904: полковник Герман фон Колард;
- 1905—1908: полковник Франц Шольц;
- 1908—1911: полковник Карл Йогн;
- 1912—1913: полковник Августин фон Рошель;
- 1914: полковник Франц Шнецер.

## Підпорядкування
В 1889 році полк в входив до складу 48-ї піхотної бригади 24-ї піхотної дивізії, а 3-й батальйон у Коломиї підпорядковувався команданту 22-ї піхотної бригади 11-ї піхотної дивізії, а з 1890 р. — командиру 59-ї піхотної бригади 30-ї піхотної дивізії.
З 1892 року полк підпорядковувався 60-й піхотній бригаді 30-ї піхотної дивізії.
В 1914 році полк (без 1-го батальйону) входив до складу 50-ї піхотної бригади 25-ї піхотної дивізії, а 1-й батальйон підпорядковувався командиру 59-ї стрілецької бригади 30-ї стрілецької дивізії.

## Однострій

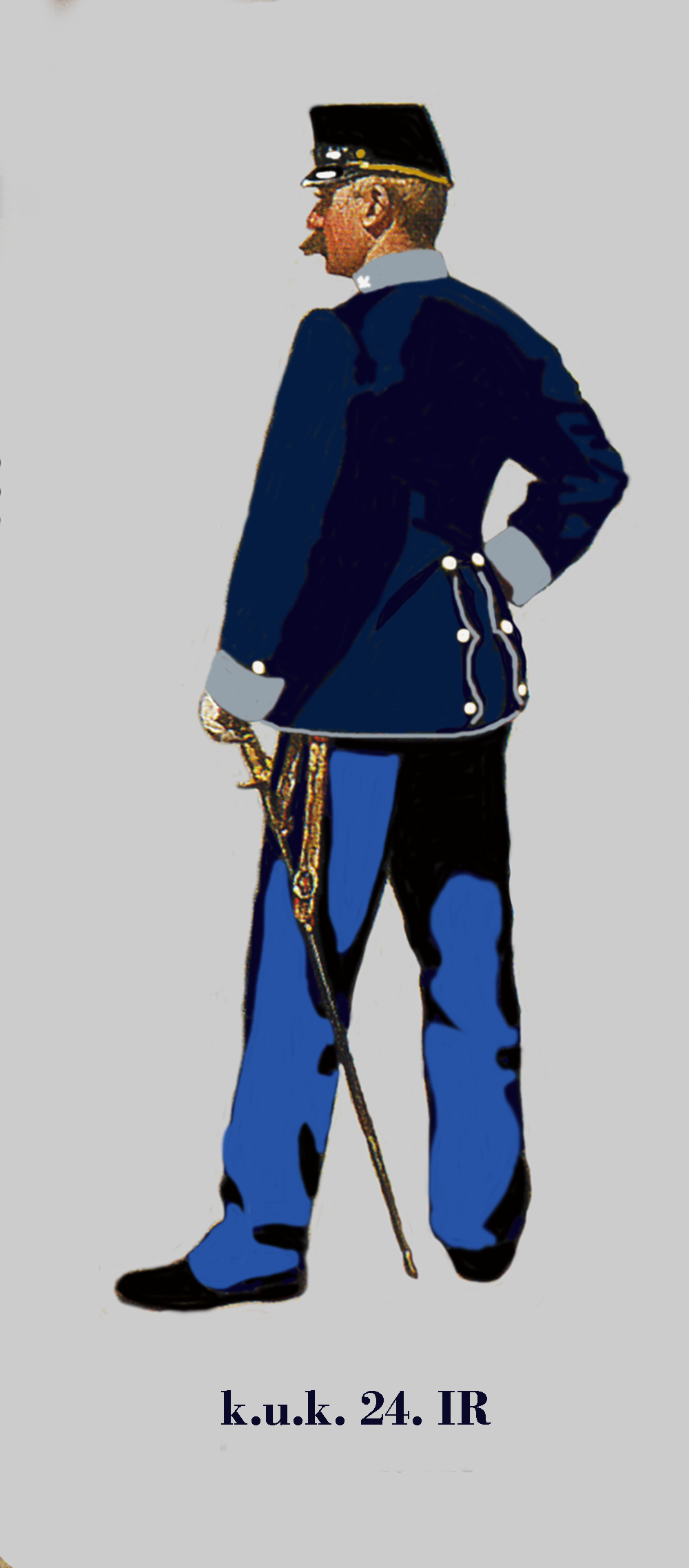
Лейтенант 24-го піхотного полку
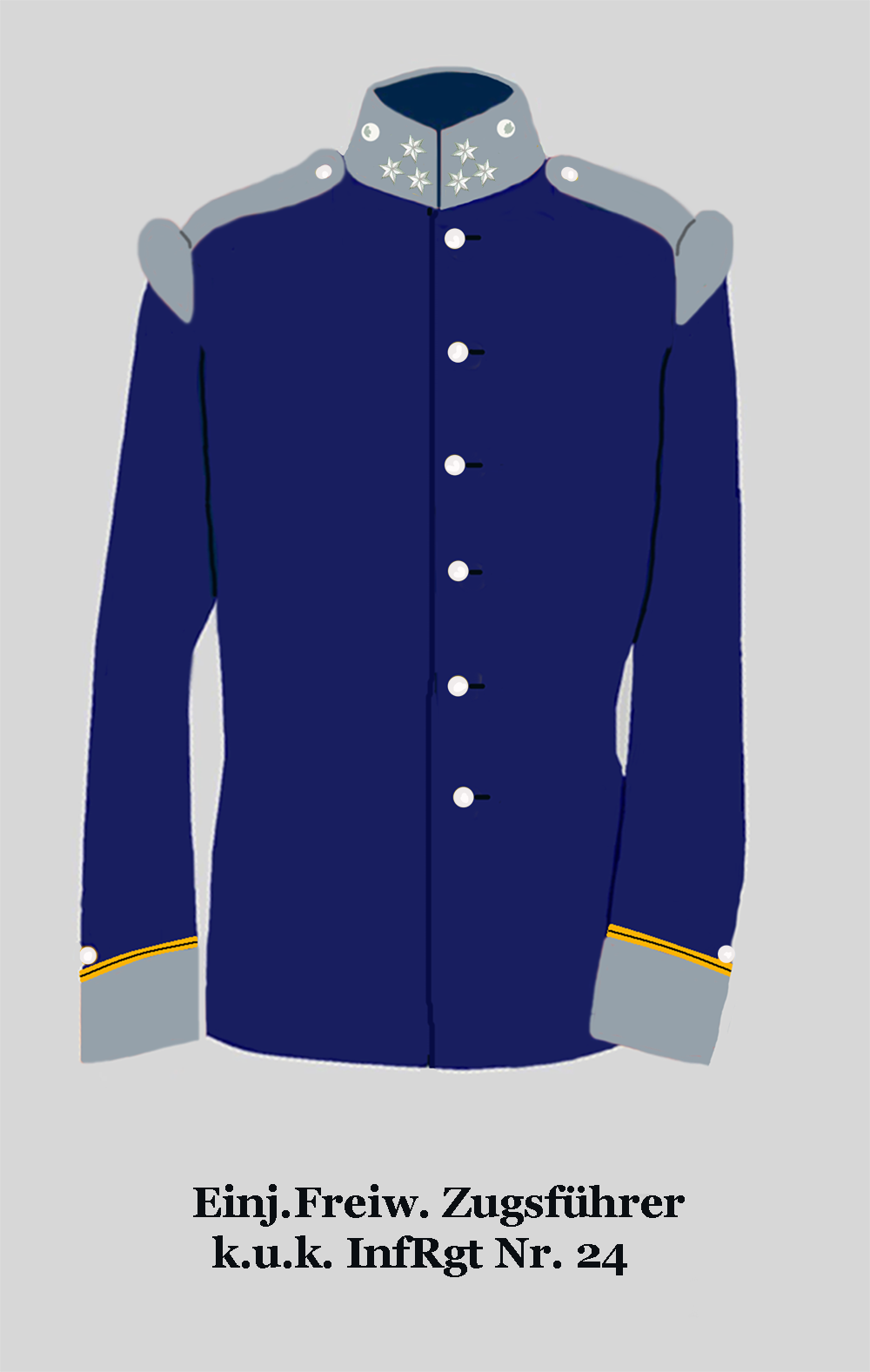
Мундир цугсфюрера 24-го піхотного полку

## Пам'ять
- Військове кладовище № 301 в Жеґоцині.

## Військовослужбовці
- Кобилянський Степан Юліанович (1866—1940) — капітан ЗС Австро-Угорщини, проходив службу у полку;
- Савка Іван Потапович (1894—1917) — військовослужбовець 14-ї, пізніше 1-ї роти 24-го піхотного полку, загинув у бою;
- Гнатів Андрій (1874—1916) — військовослужбовець 24-го піхотного полку, зник безвісти;
- Бемко Володимир (1889—1965) — військовослужбовець 24-го піхотного полку, громадський діяч.
- Дінець Тома Гнатович (1898—1941) — піхотинець 24-го піхотного полку, двічі нагороджений Срібною медаллю «За хоробрість»;
- Марків Степан (1900—1918) — солдат полку, помер в шпиталі.[3]